# Ozola occidentalis
Ozola occidentalis là một loài bướm đêm trong họ Geometridae.